# Abdul Halim de Kedah
Almu'tasimu Billahi Muhibbuddin Tuanku Alhaj Abdul Halim Mu'adzam Shah Ibni Almarhum Sultan Badlishah (n. 28 noiembrie 1927, Alor Setar⁠(d), Kedah⁠(d), Malaysia – d. 11 septembrie 2017, Alor Setar⁠(d), Kedah⁠(d), Malaysia) a fost al 14-lea șef de stat (Yang di-Pertuan Agong) al Malaeziei și al 27-lea sultan de Kedah. Anterior a mai fost al 5-lea Yang di-Pertuan Agong în perioada 1970-1975. Este prima persoană care a deținut funcția de două ori și cea mai în vârstă persoană care a deținut acestă funcție.
1. ↑  Abdul Halim of Kedah, accesat în 9 octombrie 2017
2. ↑   http://www.bbc.co.uk/news/uk-18108640 Lipsește sau este vid: |title= (ajutor)